# Faisal al-Miqdad

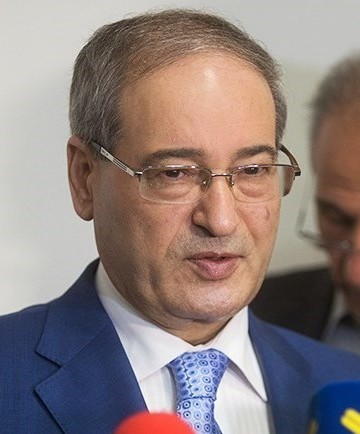
Faisal Mekdad, 2017

Faisal al-Miqdad oder Mekdad (arabisch فيصل المقداد, DMG Faiṣal al-Miqdād; * 5. Februar 1954 im Bezirk Daraa) ist ein syrischer Diplomat. Er war Außenminister Syriens.
Al-Miqdad hat an der Universität von Damaskus englische Literatur studiert und schloss das Studium 1978 mit einem akademischen Grad (idschāza / إجازة, französisch licence) ab. 1993 folgte ein Doktortitel in englischer Literatur an der Prager Karlsuniversität. 1994 schlug al-Miqdad eine Diplomatenlaufbahn ein. 1995 wurde er Mitglied in der syrischen Delegation der Vereinten Nationen, wobei er unter anderem Syrien im UNO-Sicherheitsrat vertrat. 2003 erfolgte die Ernennung al-Miqdads zum ständigen Vertreter Syriens bei den Vereinten Nationen.
Im Februar 2006 ernannte Syriens Staatspräsident Baschar al-Assad al-Miqdad zum stellvertretenden Außenminister. Al-Miqdad vertrat Syrien bei der Nahostkonferenz im November 2007 in Annapolis und äußerte sich in einem Zeitungsinterview im Dezember 2007 optimistisch, dass ein Frieden mit Israel möglich sei.
Im November 2020 wurde er als Nachfolger des verstorbenen Walid al-Muallim zum Außenminister ernannt.
Al-Miqdad ist verheiratet, er hat zwei Töchter und einen Sohn.